# Lionel Tollemache (3e Baronnet)
Pour les articles homonymes, voir Tollemache.
Lionel Tollemache, 3e baronnet de Helmingham Hall dans le Suffolk (1624–1669), est le chef d'une éminente famille d'Est-Anglian. Il est le fils de Sir Lionel Tollemache, 2e baronnet et d'Elizabeth Stanhope, fille et héritière de John Stanhope, 1er baron Stanhope de Harrington.

## Biographie

### Jeunesse
Lionel Tollemache naît en 1624 et est baptisé à Great Fakenham, Suffolk, le 25 avril 1624. Il est le fils de Sir Lionel Tollemache, 2e baronnet (en) et d'Elizabeth Stanhope, fille et héritière de John Stanhope, 1er baron Stanhope (en) de Harrington,. Il hérite du titre de 3e baronnet à l'âge de seize ans.

### Mariage
Sir Lionel Tollemache est un riche propriétaire terrien dans le Suffolk et les Midlands, issu d'une bonne famille. Il jouit d'une très bonne réputation et  n'est pas impliqué dans la guerre civile. Vers 1648, il épouse Elizabeth Murray, Lady Dysart, fille et cohéritière de William Murray, 1er comte de Dysart, qualifié de « bouc émissaire » du roi Charles Ier, assertion sujette à débat. Au début de leur mariage, Sir Lionel Tollemache et Lady Dysart vivent à Fakenham Magna dans le Suffolk, une campagne boisée proche du domaine familial de Helmingham Hall de Sir Tollemache et éloignée de la plupart des bouleversements de la guerre. Lorsqu'ils se rendent à Londres ils s'installent à la White House, à proximité de Charing Cross, dans la maison grand-paternelle de Sir Tollemache.
Sir Lionel Tollemache et Lady Dysart ont onze enfants, dont cinq survivent jusqu'à l'âge adulte :
- Lionel Tollemache, 3e comte de Dysart, son fils aîné, hérite du comté de Dysart à la mort de sa mère en 1698.
- Elizabeth Tollemache (1659–1735) épouse Archibald Campbell, 1er duc d'Argyll.
- Catherine Tollemache épouse James Stewart, Lord Doune et en secondes noces John Gordon, 16e comte de Sutherland.
- Thomas Tollemache, lieutenant-général, abandonne l'engagement de la famille à la maison Stuart pour devenir un soutien clé de Guillaume d'Orange (futur roi Guillaume III d'Angleterre).
- William Tollemache (1661–1694) est capitaine de la Royal Navy.

Lionel Tollemache et sa femme, tous deux fervents royalistes, s'installent dans le domaine familial à Ham House dans le Surrey, qui devient au fil du temps un centre d'activités du Sealed Knot. Malgré la réprobation de Lionel Tollemache, sa femme effectue de fréquents voyages sur le continent européen pour rester en contact avec Charles Stuart, futur Charles II, alors en exil. Parallèlement, Elizabeth Tollemache est en très bons termes avec le Lord Protecteur, Oliver Cromwell, ce qui lui permet de couvrir ses activités royalistes.
Lionel Tollemache semble avoir été en mauvaise santé pendant une grande partie de sa vie. Elizabeth Tollemache et  John Maitland, 1er duc de Lauderdale entament une relation tandis que la santé de son mari se détériore. Lionel Tollemache se rend en France avec son neveu Lord Aligton, à la recherche de remèdes à sa maladie débilitante, mais il meurt à Paris en janvier 1669. Il est enterré à Helmingham.

### Rumeurs
Les relations d'Elizabeth Tollemache avec le Lord Protecteur, Oliver Cromwell, suscitent des rumeurs depuis démenties, et notamment que ce dernier serait le véritable père de certains des enfants d'Elizabeth Tollemache. Doreen Cripps note que l'époque de cette relation avec Cromwell se situe après la naissance de ceux-ci.
Augustus Hare, dans The Story of My Life (1900), suggère que la mauvaise santé de Lionel Tollemache serait due à un lent empoisonnement par sa femme, qui utilise sa fortune pour transformer Ham House en un grand palais. Elle a besoin de nouvelles sources de revenus pour rembourser ses créanciers. Il n'existe aucune preuve pour étayer une telle affirmation (Lionel Tollemache passe six mois à Paris avant de mourir) et la réputation d'Elizabeth Tollemache a plutôt souffert de son association ultérieure avec celle de son deuxième mari, John Maitland, 1er duc de Lauderdale.